# Caenurgina erichto
Caenurgina erichto là một loài bướm đêm trong họ Erebidae.